# Valentina Tokarskaïa
Pour les articles homonymes, voir Tokarskaïa.
Valentina Georgievna Tokarskaïa (en russe : Валентина Георгиевна Токарская), née le 21 janvier 1906 (3 février 1906 dans le calendrier grégorien) à Odessa (Russie impériale) et morte le 30 septembre 1996 à Moscou (Union soviétique), est une actrice de théâtre et de cinéma soviétique.
Artiste du peuple de la fédération de Russie en 1993.

## Biographie
Valentina Tokarskaya est actrice du Théâtre de la Satire de Moscou. En 1933, elle joue le rôle principal dans la comédie satirique de Iakov Protazanov, Marionetki.
Dans les années 1941-1945, elle est en captivité en Allemagne et dans les années 1945-1953, elle est prisonnière dans les camps de travail soviétiques. En prison, elle rencontre le scénariste soviétique Alexeï Kapler qui deviendra plus tard son mari. Elle est enterrée au cimetière Donskoï à Moscou.

## Filmographie partielle

### Au cinéma
- 1934 : Marionetki (Марионетки) : Mi - The Singing Star
- 1956 : Delo N. 306 (ru) (Дело № 306) : Marya Karasyova (pharmacien, meurtrier et ancien agent allemand)
- 1960 : Ispytatelnyy srok (ru) (Испытательный срок) : Krupie
- 1965 :  Dro itsureba gantiadisas

### À la télévision
- 1959 :  Obnazhyonnaya so skripkoy : Anna Pavlikova (téléfilm)
- 1962 :  Nasledniki Raburdena : Madame Fiquet (téléfilm)
- 1974 :  Malenkie komedii bolshogo doma : Kira Platonovna  (téléfilm, segment 5)
- 1978 :  Etsitony Burchelli : Yelena Vikentyevna  (téléfilm)
- 1979 : Osennyaya istoriya (ru) (Осенняя история) : Granny  (téléfilm)
- 1994 :  Nam vsyo eshchyo smeshno : Ninon (téléfilm)

## Récompenses et distinctions
- Valentina Tokarskaya : Récompenses, sur l'Internet Movie Database